# Euarthropoda
Euarthropodes, Arthropodes supérieurs
Clade
Les Euarthropoda (arthropodes supérieurs ou euarthropodes) sont le groupe-couronne des arthropodes (Arthropoda) actuels, si l'on considère que les trilobites font partie des Arachnomorpha (en), le clade proposé contenant notamment les arachnides.

## Étymologie
Le mot Euarthropoda vient du grec ancien εὖ, eû  (« vrai, véritable »), ἄρθρον, arthron (« articulation ») et de πούς, poús (« de pied »), vrai pied articulé.

## Caractères dérivés partagés
Les synapomorphies du groupe sont les suivantes :
- L'animal est métamérisé et porte un exosquelette subdivisé en pièces, les sclérites (tergite dorsale, sternite ventrale et pleurites latérales).
- Chaque segment porte fondamentalement une paire d'appendices articulés.
- Au moins une paire d'yeux composés formés d'ommatidies (unités photorécéptrices indépendantes)
- L'acron ou le protostomium renferme le cerveau primitif (protocérébron dorsal), et le telson ou pygidium porte l'anus.
- Très souvent fusion et spécialisation des métamères pour former les tagmes (exemple : tête/thorax/abdomen chez les hexapodes, prosoma/opisthosoma chez les chélicérates.

## Phylogénie
Ce clade rassemble les arthropodes à carapace bien développée, par opposition au grade des proarthropodes, l'ensemble formant l'embranchement des Arthropodes.
- Arachnomorpha (en)
  - Chelicerata
    - Xiphosura
    - Pycnogonida
    - Arachnida

  - Trilobita
- Mandibulata
  - Myriapoda
  - Pancrustacea
    - Remipedia
    - Cephalocarida
    - Maxillopoda
    - Branchiopoda
    - Malacostraca
    - Hexapoda
      - Insectes

## Galerie

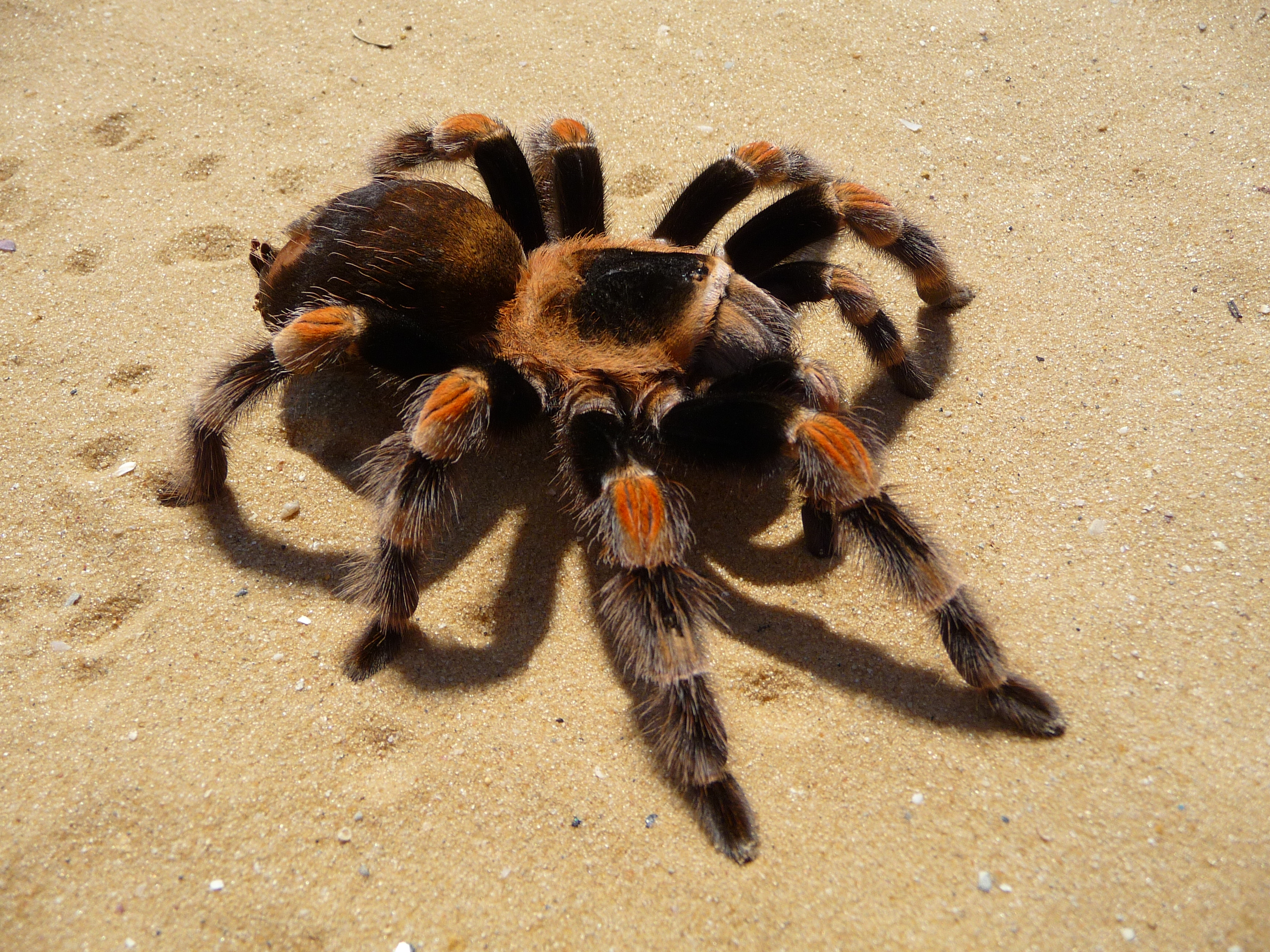
Mygale (Brachypelma smithi), un euarthropode chélicéré.
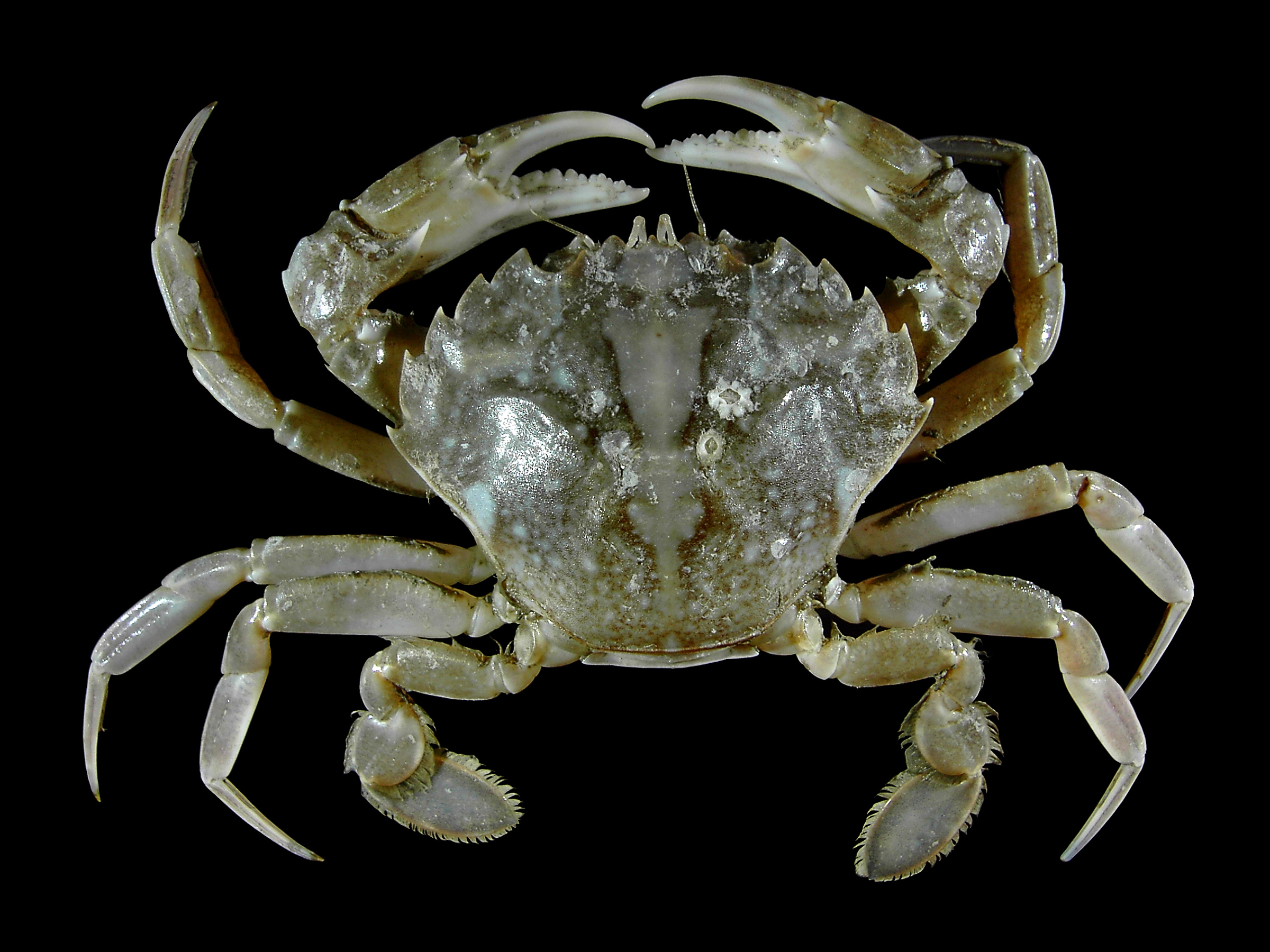
Liocarcinus vernalis, un euarthropode mandibulé.